# کشتار خان‌بی‌بی بامری و لال‌بی‌بی بامری
خان‌بی‌بی بامری و لال‌بی‌بی بامری در جریان یک حملۀ نظامی هماهنگ به روستای گونیچ در ۱۰ تیرماه ۱۴۰۴ کشته شدند. این حمله توسط نیروهای ایرانی، از جمله واحدهای سپاه پاسداران انقلاب اسلامی (سپاه) و نیروهای امنیتی دولتی، سازماندهی شد. طبق گزارش سازمان‌های حقوق بشر و رسانه‌های دیگر، ۲ زن کشته شدند، ۱۰ نفر زخمی و بیش از ۵۰ نفر دستگیر شدند. حملۀ گونیچ به عنوان بخشی از الگوی گسترده‌تر خشونت دولتی علیه اقلیت‌های قومی در ایران تفسیر شده است. تحلیلگران موازات‌هایی با حادثۀ «جمعه خونین زاهدان» سال ۱۴۰۱ کشیده‌اند که طی آن نیروهای امنیتی ایران دهها تن از معترضان بلوچ را به قتل رساندند.

## حمله
در ۱۰ تیرماه ۱۴۰۴ (۱ ژوئیه ۲۰۲۵)، نیروهای نظامی و امنیتی اطلاعات سپاه و نیروی انتظامی حملۀ مرگباری را علیه غیرنظامیان در گونیچ، روستای کوچکی در شهرستان خاش واقع در استان سیستان و بلوچستان ایران، هماهنگ کردند. این حمله که در ساعات اولیۀ ۱۰ تیرماه آغاز شد، در طول تقریباً ۵ ساعت ادامه یافت. نیروهای ایرانی بدون حکم دادگاه وارد گونیچ شدند، در حالی که همۀ مردان روستا غایب بودند. آنها به خانه‌های روستاییان یورش برده و طبق گزارش‌های حقوق بشری، تیراندازی کردند.
در تلاش برای جلوگیری از حملۀ خشونت‌آمیز، زنان ورودی روستای خود را مسدود کرده و لاستیک سوزاندند تا از ورود نیروهای مسلح جلوگیری کنند. در تصاویر رسانه‌های اجتماعی، زنان معترض با فریاد و سنگ‌پرانی در مقابل نیروهای امنیتی ایستادگی کردند که این نیروها با تیراندازی و استفاده از سلاح‌های کنترل جمعیت پاسخ دادند. ۱۱ زن زخمی، ۲ زن کشته و ۵۰ نفر دستگیر شدند. در میان زنان زخمی، یک زن به دلیل جراحاتی که از حمله متحمل شد، سقط جنین کرد.
گزارش‌ها ادعا می‌کنند که هدف این یورش خانوادۀ بامری بود که به دلیل فعالیت‌های اجتماعی‌شان علیه جمهوری اسلامی شناخته شده بودند.

## تلفات
مرگ خان‌بی‌بی بامری، زن ۴۰ ساله‌ای که در طول یورش هدف گلوله قرار گرفت.
مرگ لال‌بی‌بی بامری، زن ۴۰ ساله‌ای که بر اثر تیراندازی به شدت زخمی شد و بعداً بر اثر جراحاتش جان باخت.
در میان ۱۱ نفر زخمی، چهار نفر دختران زیر ۱۸ سال بودند. مجروحان، برخی در وضعیت بحرانی، به بیمارستان خاش منتقل شدند. گزارش‌ها حاکی است که حداقل یک زن باردار، ریحانه بامری، به دلیل جراحاتی که در طول یورش متحمل شد, از جمله ضربه و شلیک ساچمه توسط نیروهای امنیتی, سقط جنین کرد که این امر بر ماهیت بی‌تفاوت و خشونت‌آمیز این عملیات تأکید می‌کند.

## واکنش‌ها
طبق گزارش‌ها، این اقدام مقاومت صرفاً خودجوش نبود، بلکه میراث یک سرکشی نسل‌به‌نسل توسط جامعه‌ای بود که مدت‌ها در معرض بی‌توجهی سیستماتیک، تبعیض و خشونت قرار داشته است. گزارش‌ها یورش گونیچ را با خاطرات قتل‌عام «جمعه خونین زاهدان» سال ۱۴۰۱ در زاهدان مقایسه می‌کنند، جایی که دهها معترض بلوچ توسط نیروهای امنیتی ایران کشته شدند. این یورش خشم گروه‌های جامعۀ مدنی و سازمان‌های حقوق بشر را دوباره برانگیخته که این حمله را بخشی از الگوی گسترده‌تر سرکوب سیستماتیک و خشونت با انگیزۀ قومی توسط رژیم ایران می‌بینند.
مرکز حمایت و مطالعات بلوچ با مقر لندن در بیانیه‌ای، کاربرد «نیروی کشنده و مفرط غیرقانونی از سوی نیروهای امنیتی و نظامی جمهوری اسلامی ایران علیه زنان غیرنظامی در دهکده گونیچ» را شدیداً محکوم کرد. این مرکز همچنین تأکید کرد که «حکومت ایران از شرایط فعلی، پس از جنگ اسرائیل و ایران، برای تشدید فشارها و سرکوب‌های علیه ملت بلوچ استفاده ابزاری می‌کند.»
شماری از ریش‌سفیدان و بزرگان قبایل بلوچ با بیان موضع خود، عمق نارضایتی مردم را منعکس کردند. سردار یوسف نارویی در پاسخ به رخداد گونیچ اظهار داشت: «بلوچ‌ نجیب‌ است، اما صبر او بی‌ انتها نیست. آتش خشم مردم با گلوله نمی‌توان خاموش کرد. زنان ما خط قرمز ما هستند.» همچنین علی رضا شاهبخش این واقعه را محکوم کرد و گفت: «زن بلوچ، خط قرمز و نقطه مقدس ماست. تعرض به جایگاه زنان بلوچ به هیچ‌وجه قابل قبول نیست و ما اجازه نخواهیم داد چنین اقدامات نادرست و آسیب‌زننده‌ای ادامه یابد.»
ایل بزرگ براهویی و سردار حاجی امان‌الله‌خان براهویی محمدحسنی نیز با انتشار بیانیه‌ای رسمی، حادثه گونیچ را به‌شدت محکوم کردند. این بیانیه که در تاریخ ۱۲ تیرماه ۱۴۰۴ منتشر شد، حاوی پیام‌های قوی در خصوص جایگاه زنان بلوچ و عدالت اسلامی است: «فرزندان ایل براهویی، تیراندازی به سوی زنان بی‌دفاع بلوچ در گونیچ را جنایتی نابخشودنی و فراموش‌ناشدنی می‌دانیم... عدل، صفت الهی است و ظلم، گناهی نابخشودنی. ستم به بندگان خدا، به‌ویژه ستمی چنین فاحش بر زنان بی‌سلاح، بی‌تردید بی‌پاسخ نخواهد ماند.» وی در پایان خواستار تحقیق در این رویداد و اجرای عدالت شد:  «هیچ‌کس نمی‌تواند انتظار داشته باشد که ملت بلوچ در برابر چنین جنایتی سکوت کند. ما از تمامی نهادهای مسئول می‌خواهیم بی‌درنگ به این جنایت رسیدگی کرده و عاملان این ستم را به‌سزای اعمال خود برسانند. اگر امروز عدالت اجرا نشود، فردا گریبان‌گیر همه خواهد شد.»